# تحت‌الحمایگی بچوانلند
تحت‌الحمایگی بچوانلند دولت تحت‌الحمایهٔ امپراتوری بریتانیای کبیر بود که در ۳۱ مارس ۱۸۸۵ میلادی در جنوب آفریقا ایجاد شد و در نهایت در ۳۰ سپتامبر سال ۱۹۶۶ میلادی به جمهوری بوتسوانا تبدیل شد.